# NGC 6247
NGC 6247 је галаксија у сазвежђу Змај која се налази на NGC листи објеката дубоког неба.
Деклинација објекта је + 62° 58' 38" а ректасцензија 16h 48m 19,4s. Привидна величина (магнитуда) објекта NGC 6247 износи 12,7 а фотографска магнитуда 13,7. NGC 6247 је још познат и под ознакама UGC 10572, CGCG 320-44, KAZ 98, IRAS 16478+6303, PGC 59023.